# هينريتش كمبر
هينريتش كمبر هو سياسي ألماني، ولد في 25 فبراير 1888 في زيغن في ألمانيا، وتوفي في 23 أغسطس 1962 في ترير في ألمانيا. نشط حزبياً في الاتحاد الديمقراطي المسيحي وحزب الوسط. وقد انتخب عضو مجلس الشورى الموحد بروسيا ‏ وانتخب عمدة وانتخب عضو في البوندستاغ الألماني خلال فترته النيابية ‏ (7 سبتمبر 1949 – 7 سبتمبر 1953).